# José Ángel Berraondo

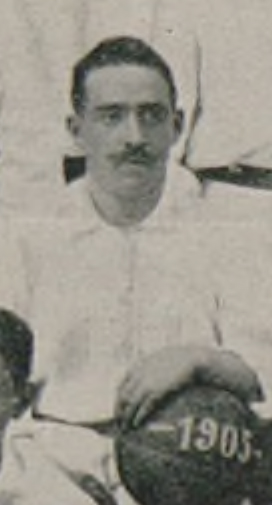
José Ángel Berraondo Insausti

José Ángel Berraondo Insausti (* 4. November 1878 in San Sebastián; † 11. April 1950) war ein spanischer Fußballspieler und -trainer. Er betreute die spanische Nationalmannschaft zweimal.

## Werdegang
Mit dem Madrid Foot Ball Club gewann Berraondo als Mannschaftskapitän viermal die Copa del Rey, später wechselte er zurück in seine Heimatstadt und spielte für Real Sociedad San Sebastián. 1918 übernahm er dort das Traineramt, das er bis 1923 ausübte. 1927 kehrte er als Trainer zu seinem ehemaligen, mittlerweile als Real Madrid firmierenden Klub in die Hauptstadt zurück. Zu Beginn der ersten Spielzeit der Primera División im Februar 1929 löste ihn jedoch José Quirante als Trainer ab.
1921 war Berraondo als Teil eines mehrköpfigen Komitees für die spanische Nationalmannschaft zuständig. 1928 stand er erneut bei der Nationalmannschaft an der Seitenlinie, als diese an den Olympischen Sommerspielen 1928 teilnahm. Die 1:7-Niederlage gegen Italien im Viertelfinale des Turniers ist bis heute die höchste Niederlage der Auswahlmannschaft.